# Domenic Cretara
Domenic Anthony Giulio Cretara (Boston, Massachusetts, 29 de marzo de 1946-Long Beach, California, 22 de diciembre de 2017) fue un pintor pintor italo-estadounidense. Cretara era un artista figurativo y a menudo ha sido etiquetado como un moderno Caravaggista, porque favorecía el método chiaroscuro de pintura.

## Juventud

### infancia y adolescencia
Domenic Cretara creció como hijo único en un vecindario italoestadounidense en el este de Boston, Massachusetts. Su padre fue Anthony Mario Cretara nacido en Abruzzo, Italia, y su madre era Carmela (Addivinola) Cretara nacida en Boston de padres inmigrantes italianos de la región de Campania en el sur de Italia. Como hijo único, Domenic a menudo retrocedía en su imaginación buscando temas para debujar y muy frequentemente usaba las imágenes de referencia de los artistas del Renacimiento italiano alrededor de su casa.

### Educación
En 1968, se graduó con magna cum laude de la Universidad de Boston, con una licenciatura en Bellas Artes. También recibió su maestría en Bellas Artes de la misma Universidad.

## Carrera
Después de graduarse, Cretara se desempeñó como Presidente del Departamento de Bellas Artes del Art Institute of Boston, antes de viajar a California en 1986 para unirse al departamento de arte de estudio en la California State University en Long Beach. Mientras estuvo allí, también actuó como Director Residente para el programa internacional de la universidad en Florencia, Italia.
Como artista expositor tanto en dibujo como en pintura, las obras de Cretara han aparecido en numerosas exposiciones figurativas significativas a nivel nacional e internacional desde la década de los 1970. Ha tenido exposiciones individuales en Nueva York, Los Ángeles, Boston, San Francisco, Seattle, Las Vegas y Minneapolis. 
Durante el período comprendido entre la década de 1970 y el presente, sus trabajos han sido citados en numerosas reseñas, artículos y publicaciones a nivel mundial. Su influencia e impacto como artista y como profesor de arte ha contribuido a la generación tras generación de nuevos educadores de arte y artistas visuales tanto en el estudio de bellas artes como en el campo de la historia del arte en los Estados Unidos, Europa y Asia.

### Exposiciones
Las obras de Cretara han aparecido en numerosas exposiciones de museos y galerías. En 2001 Cretara tuvo una exposición individual de su trabajo en el Museo Frye en Seattle, Washington titulado Dominic Cretara: Portals. En esta exposición, se refirió a diferentes temas, incluidas las luchas humanas, un tema recurrente en su obra de arte. En marzo del 2008, la colección de 19 piezas titulada "Domenic Cretara: The Large Drawings" se presentó en la Galería Todd en MTSU. 
El trabajo de Cretara también se incluyó en “The Figure in Contemporary Art” en Cypress College en Cypress California en 2012. La exposición incluyó otros artistas figurativos notables como Odd Nerdrum, Ruth Weisberg, Sigmund Abeles, Steven Assael, Juliette Aristides y Jerome Witkin.
En 2013, el Museo de Arte del Tritón, Santa Clara, California, organizó una encuesta retrospectiva de su obra. Las obras presentadas se presentaron en cuatro categorías: "Doll Paintings", "Family", "Gender Roles", and "An Italo-American Life". 
363/5000
En 2014, expuso una serie de obras a gran escala en papel en la exposición "The Way of Flesh Part 2" en el monte. San Antonio College en Walnut, California. Un panel de discusión de artistas, dirigido por el crítico de arte John Seed, se llevó a cabo en relación con la exposición que incluyó a Cretara hablando sobre la creación de su obra y el estado del arte figurativo contemporáneo. 
228/5000
En 2015-16, su trabajo fue incluido en la exposición temática "Identity, Who Are We Now" en el Minneapolis Institute of Art. Otros artistas notables incluidos en la exhibición fueron Chuck Close, Robert Mapplethorpe y Kiki Smith.

### Colecciones públicas
- Academy of Motion Picture Arts and Sciences, Los Ángeles
- Art Institute of Boston
- Boston Public Library
- Duxbury Museum of Art, Massachusetts
- Macedonian Museum of Contemporary Art, Thessaloniki, Grecia
- Metropolitan Museum of Art, Nueva York
- Minneapolis Institute of Art
- Riverside Art Museum, California
- Triton Museum of Art, Santa Clara, Ca.
- University Art Museum, California State University-Long Beach
- University of Delaware, Newark

## Film
Domenic Cretara es el tema de un documental en tres partes del 1997 titulado "Painting Circumstantial Evidence" de Adam Shanker. Cretara también colaboró, en 2001, en otros proyectos cinematográficos como los cortometrajes "The Pomegranate", "The Millstone" y "The Delirium", una serie de cortometrajes del cineasta José Sánchez - H y la poeta Tina Datsko. Se basan en el libro "El delirio de Simón Bolívar", un libro de poesía sobre el líder sudamericano Simón Bolívar, escrito por Tina Datsko. Domenic, además, contribuyó al proyecto cinematográfico con dibujos y pinturas originales.

## Recepción artística
En una revisión del verano de 2013 en American Trimestral de Artes (American Arts Quarterly), Frederick Turner describió a Cretara como "el principal exponente de un nuevo movimiento importante en el arte estadounidense: el realismo visionario".

### Reconocimientos
Cretara recibió una subvención de Fulbright-Hays en 1974 para financiar sus actividades en Florencia, Italia. En 1978 Cretara recibió una beca de la fundación Camargo en Cassis, Francia, donde fue artista residente durante un año completo. Luego, en 1984, Cretara recibió una beca hermana de la ciudad de Padua, Italia, donde estudió las obras de Giotto.  En 2003, recibió el Premio Profesor Destacado por CSU-Long Beach.
En 2010, sus obras y sus escritos se incluyeron en el libro "Portrait Painting Atelier" de Suzanne Brooker.

## Otras lecturas
- Gardner, Colin (10 de abril de 1987). «La Cienega Area». Los Angeles Times. Consultado el 25 de agosto de 2016.
- Gottlieb, Shirle (abril de 2002). «Domenic Cretara». Art Scene 21 (8).
- Johnson, Ken (diciembre de 1984). «Modern Martyrs / Domenic Cretara». Arts Magazine.
- McKenzie, Melissa (April 2013). «Humanity on Display at Triton» (Issue-15). The Santa Clara Weekly. Archivado desde el original el 21 de diciembre de 2016. Consultado el 23 de diciembre de 2017.
- Skrapits, JC (diciembre de 1992). «Narrative paintings: Using traditional motifs to express today's violence». American Artist (Interweave) 56 (605): 48-83. ISSN 0002-7375.
- Turner, Frederick (Summer 2013). «The Dark Light of Domenic Cretara». American Arts Quarterly 30 (3).
- Waters, Christina. «Masterful Exhibition @ the Triton». christinawaters.com. Archivado desde el original el 13 de julio de 2016. Consultado el 24 de marzo de 2013.
- Welles, Elenore (25 de abril de 1987). «The Viewer as Participant». Art Week.